# Юскова Воля
Юскова Воля (словац. Juskova Voľa) — село в Словаччині, у Врановському окрузі Пряшівського краю. Розташоване в східній частині Словаччини на східній околиці Солоних гір. Протікає річка Ломніца.
Уперше згадується у 1390 році.

## Пам'ятки
У селі є греко-католицька церква святих Кирила і Мефодія (1930) на місці старішого дерев'яного храму 1859 року, з 1963 року національна культурна пам'ятка. Перша згадка про священника Михайла Артимовича походить з 1726 року, найстаріша письмова згадка про храм у селі з 1746 року.

## Населення
| Рік:            | 1993 | 2003     | 2013    | 2023     |
| --------------- | ---- | -------- | ------- | -------- |
| Кількість осіб: | 279  | 317      | 327     | 288      |
| Різниця:        |      | +13,62 % | +3,15 % | -11,92 % |

| Рік:            | 2022 | 2023    |
| --------------- | ---- | ------- |
| Кількість осіб: | 287  | 288     |
| Різниця:        |      | +0,34 % |

У селі проживає 340 осіб.
Національний склад населення (за даними перепису 2001 року):
- словаки — 100,0 %

Склад населення за приналежністю до релігії станом на 2001 рік:
- греко-католики — 56,00 %,
- римо-католики — 42,67 %,
- протестанти — 0,33 %,
- не вважають себе віруючими або не належать до жодної вищезгаданої церкви- 1 %